# المدرسة السليمانية
المدرسة السليمانية هي إحدى مدارس مدينة تونس التي بنيت خلال العهد العثماني. وهي من المعالم التاريخية بالمدينة العتيقة.

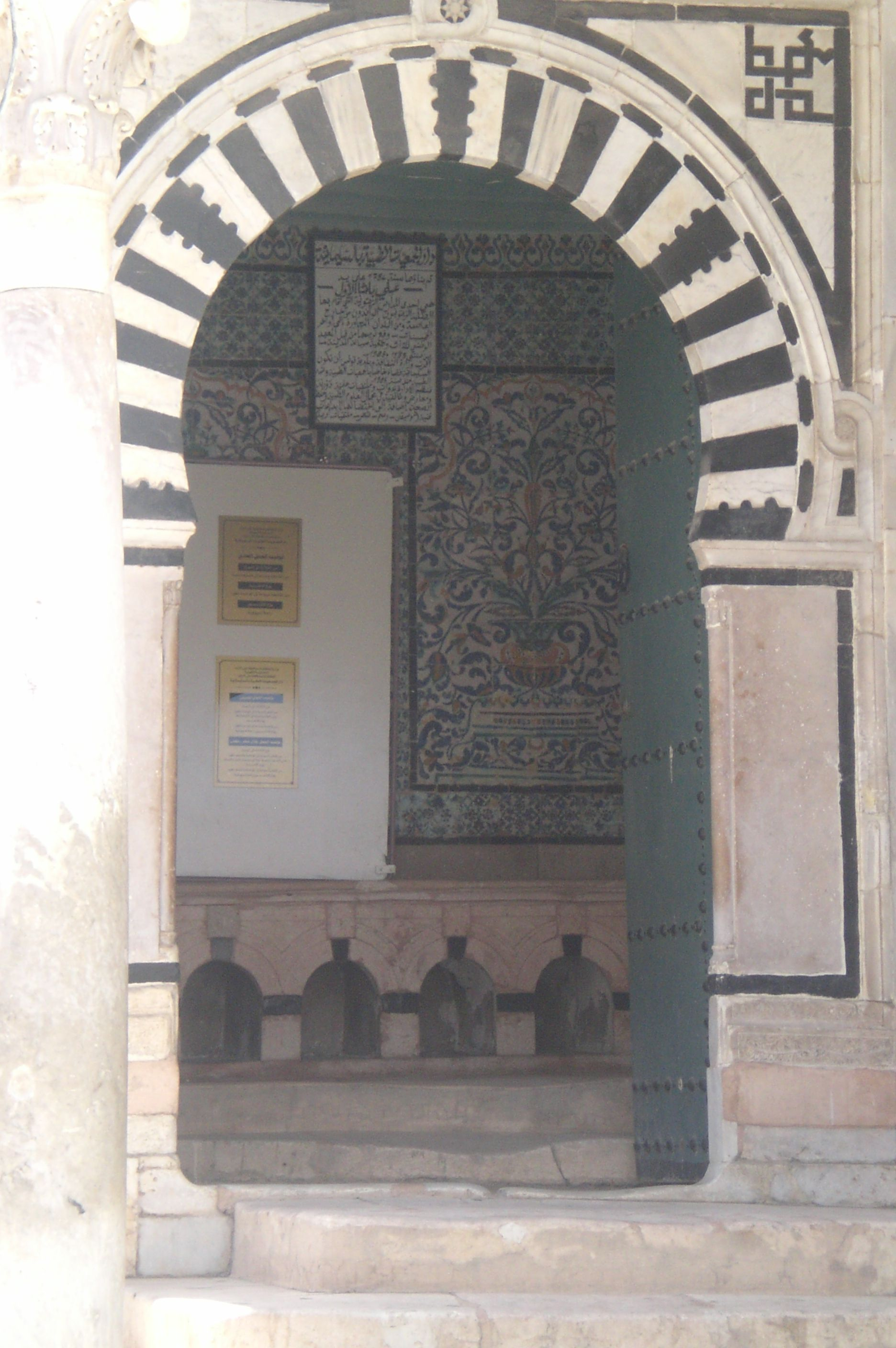
مدخل المدرسة السليمانية

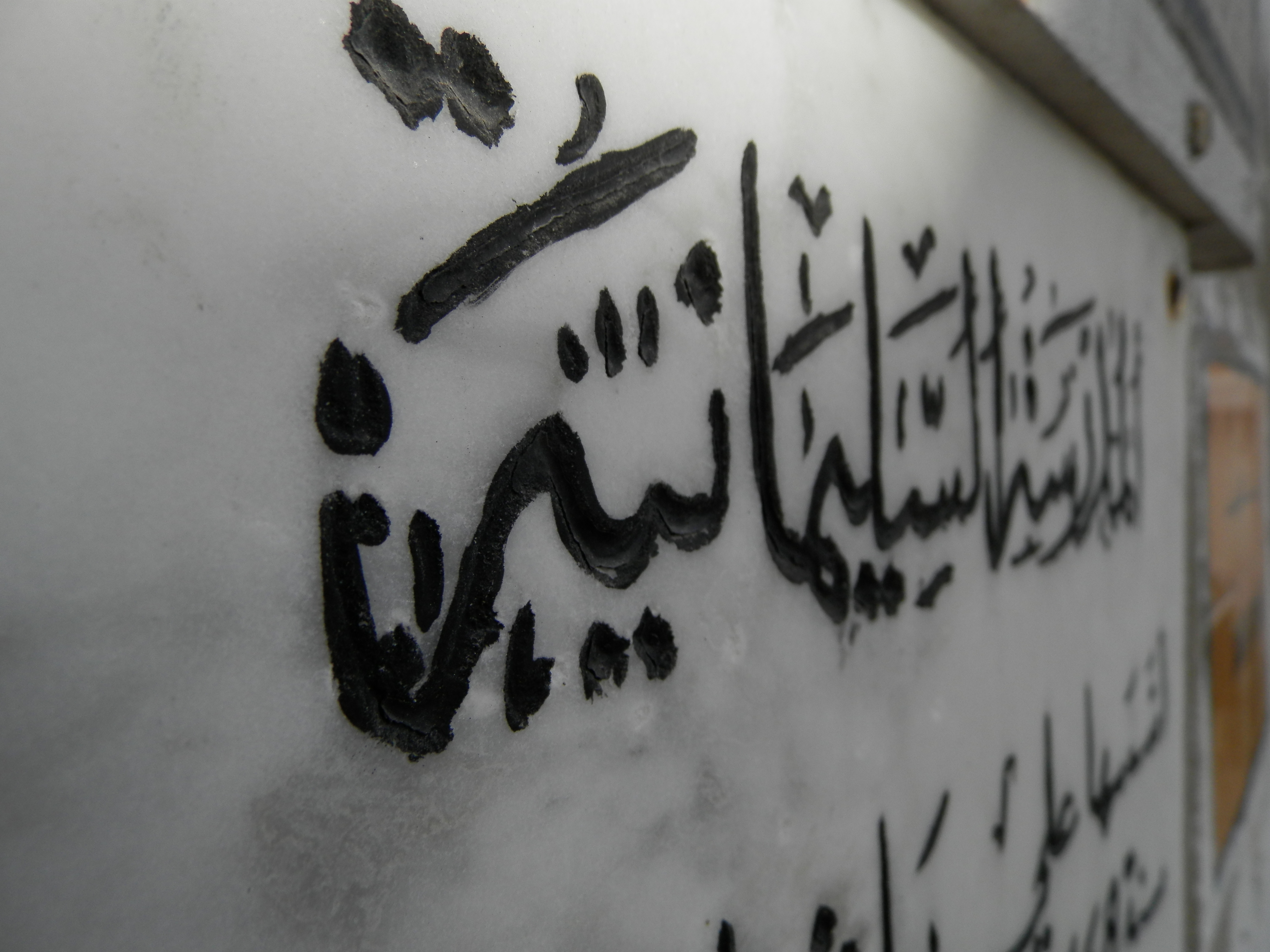

## موقعها
تقع المدرسة السليمانية في المحيط القريب من جامع الزيتونة، في النهج الذي يحمل اسمها، والذي يتعامد مع نهج الكتبية المفضي إلى جامع الزيتونة والذي تفتح عليه كل من المدرسة الباشية ومدرسة النخلة. عنوانها: 13 نهج المدرسة السليمانية.
- موقعها

## تأسيسها
المدرسة السليمانية هي إحدى أربع مدارس تأسست في عهد علي باشا في أواسط القرن الثامن عشر للميلاد، وهي المدرسة الباشية والمدرسة العاشورية ومدرسة بئر الأحجار. أما المدرسة السليمانية أمر بتأسيسها عام 1168هـ / 1754، وقد سماها بالسليمانية تخليدا لذكرى ابنه سليمان الذي مات مسموما من قبل أخيه. فهي أقدم مدرسة أسسها علي باشا وكان ذلك عام 1160هـ/1746.

## مخططها ومكوناتها
تتوسط المدرسة ساحة مربعة الشكل يحيط بها من جميع الجهات أروقة، يفتح على أحدها مسجد، وعلى الثلاثة الأخرى 18 غرفة .. كانت مخصصة لإقامة الطلبة وهي الآن مقرات للجمعيات المذكورة. أما بالنسبة للمسجد فيتكون من ثلاثة أساكيب وثلاث بلاطات، وتعلوه قبة، يغطيها قرمود أخضر اللون. أما بالنسبة للأروقة فترتكز على أعمدة حجرية تعلوها عقود متجاوزة.

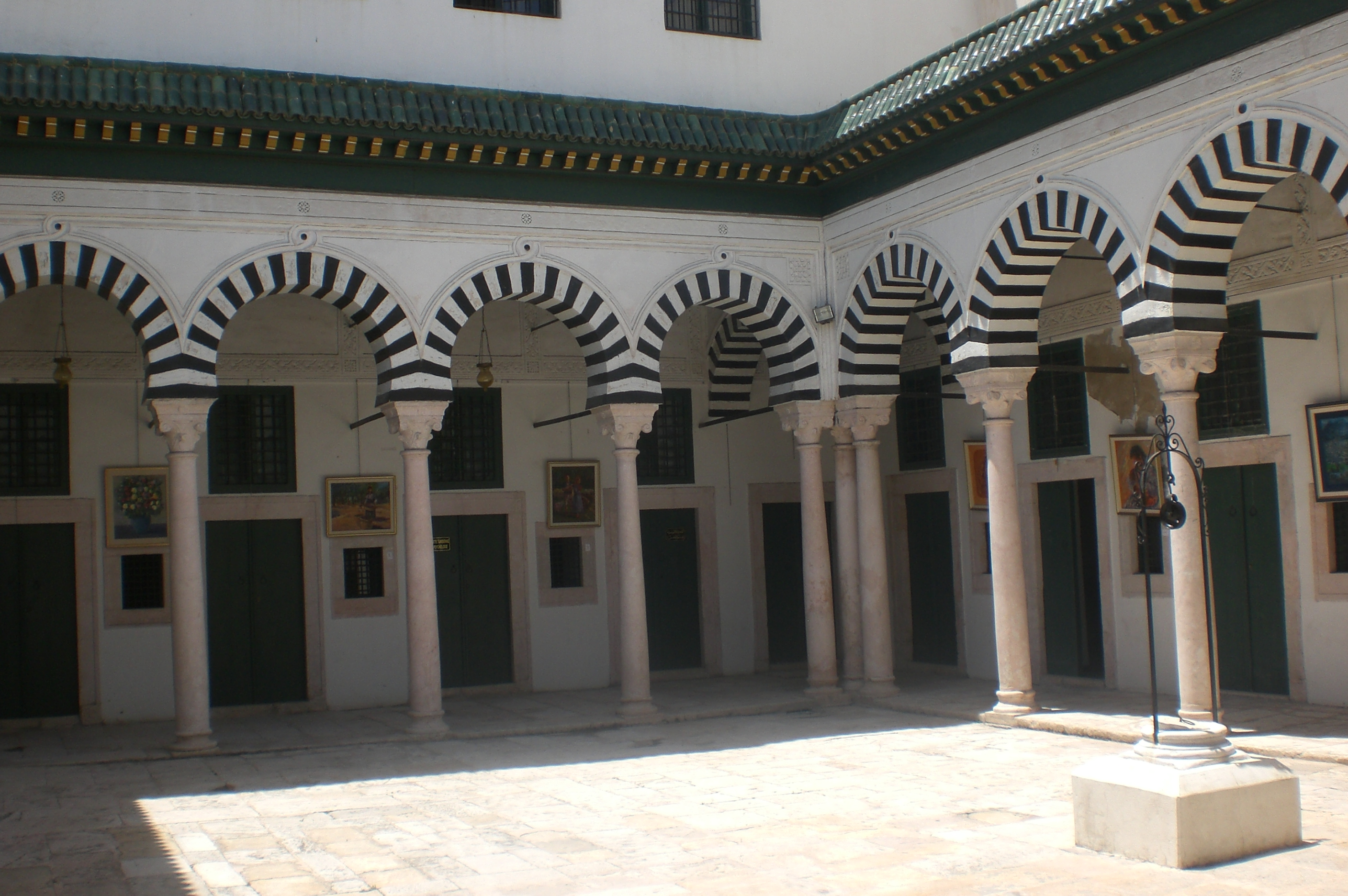
المدرسة السليمانية من الداخل

## وظيفتها حاليا
مثلها مثل بقية المدارس المشابهة بمدينة تونس، كان الغرض من تأسيس المدرسة العاشورية هو إعطاء دروس دينية ولغوية، ثم أصبحت تقتصر على إيواء الطلبة الزيتونيين القادمين من مختلف مناطق البلاد وحتى من خارجها، وبعد الاستقلال تولى ترميمها كل من المعهد الوطني للتراث وجمعية صيانة مدينة تونس وذلك فيما بين 1983 / 1985. وقد سميت دار الجمعيات الطبية بالسليمانية حيث أصبحت تأوي مقرات عدد من الجمعيات الطبية وشبه الطبية، وتنظم فيها الندوات والملتقيات الدورية في مجال العلوم الطبية وحفظ الصحة.

## وصلة خارجية
- وصف للمدرسة السليمانية (بالفرنسية)
- السليمانية ضمن ثلاث مدارس

1. ↑  Wiki Loves Monuments monuments database، 3 نوفمبر 2017، QID:Q28563569
2. ↑  Ahmed Saadaoui, Tunis, ville ottomane, trois siècles d'urbanisme et d'architecture, CPU, Tunis 2001, p. 202
3. ↑  [المرجع: نقيشة على مدخل المدرسة]